# Puig Gros d'en Torroella
El Puig Gros d'en Torroella és una muntanya de 244 metres que es troba al municipi de Forallac, a la comarca catalana del Baix Empordà.